# Sylvio Kelly
Sylvio Kelly dos Santos (Rio de Janeiro, 15 de julho de 1935 — Rio de Janeiro, 4 de novembro de 2016) foi um dirigente esportivo (presidiu o Fluminense Football Club), nadador e jogador de polo aquático brasileiro.É irmão de Márvio dos Santos, que participou de três jogos olímpicos no polo aquático.
Sylvio participou de duas edições dos Jogos Olímpicos como nadador, em 1952 e 1956, e representou o Brasil no polo aquático nos Jogos Pan-Americanos de 1959.
Formado em direito, foi presidente da Confederação Brasileira do Desporto Universitário (CBDU) e, em 1963, organizou a Universíade de Porto Alegre.
Foi presidente do Fluminense no período de 30 de janeiro de 1981 a 26 de janeiro de 1984, onde se destacou por ter adquirido o terreno  e iniciado a construção do CT de Xerém, utilizado pelas categorias de base do clube. 
Também durante sua gestão como presidente do Fluminense, foi formada a base do time de futebol que viria a ser tricampeão carioca entre 1983 e 1985, e, campeão brasileiro de 1984.
Em 1984, fundou a Associação Brasileira Máster de Natação e, em 1990, organizou o Campeonato Mundial de Natação Máster.

## Trajetória esportiva
Começou a nadar aos nove anos, na equipe do Fluminense, junto com seu irmão Márvio, também atleta olímpico, por influência de dois amigos da escola. Em 1945, em sua primeira competição dos 50 metros nado livre, ganhou a prova. Aos 16 anos, no campeonato sul-americano, ganhou quatro medalhas de prata: nos 400 metros livre, nos 800 metros livre e nos 1500 metros livre e no revezamento 4x200 metros nado livre.
Nas Olimpíadas de 1952 em Helsinque, nadou os 1500 metros livre e os 4x200 metros livre, não chegando à final das provas. Nessa olimpíada, Sylvio Kelly quebrou o recorde brasileiro dos 1500 metros livre.
Foi à Universíade de 1953 em Dortmund, na Alemanha, e à Universíade de 1955 em San Sebastián, na Espanha, mesmo ano em que participou dos Jogos Pan-Americanos de 1955 na Cidade do México.
Depois dos Jogos Pan-Americanos, começou a jogar polo aquático, mas continuava participando de competições de natação. Participou das Olimpíadas de 1956 em Melbourne, e nadou os 400 metros livre, não chegando à final da prova.
Em 1957 participou como nadador da Universíade em Paris, e ganhou a única medalha de ouro para o Brasil.
Em 1958, foi campeão sul-americano de polo aquático.
Nos Jogos Pan-Americanos de 1959 em Chicago, ganhou a medalha de bronze no polo aquático. Depois dessa competição, abandonou a carreira de atleta.